# 少棒小魔投
《少棒小魔投》是石之森章太郎原作的棒球漫畫作品，畫者不只一人（包括石之森章太郎、櫻多吾作等）。電視動畫在1989年4月2日至1990年3月25日於日本電視台系列播放，全49話，而該作品亦在1991年分兩期於無線電視翡翠台播出；而該作品香港主題曲由劉錫明主唱的”時代節奏”。

## 登場角色
新城童夢（聲：坂本千夏（日本）、方煥蘭（香港））
主角。父親是傳說中的名投手，小學生。讀賣巨人的投手，背號1/2號。4年級的時候被江川卓發掘請求加入，但認為父親是因為巨人隊任意驅使致過勞死而拒絕；後來母親告訴他父親死亡的真相，便決定實現父親的願望加入巨人隊。
新城夢人（聲：梅津秀行（日本）、林保全（香港））
童夢的父親，讀賣巨人的名投手，背號42號。1980年以連續27次奪得三振、投球數81球，達成「81球完全比賽」。
新城麻美（聲：井上喜久子、黃麗芳（香港）（日本））
童夢的母親。
新城茜（聲：久梨原玲那（日本）、林元春（香港））
童夢的姊姊，15歲，中學三年級生。
麻生香織（聲：興梠里美（日本））
童夢的青梅竹馬。
江川卓（聲：大瀧進矢（日本））
前讀賣巨人投手，發掘童夢加入巨人隊。
中畑清（聲：小形滿（日本）、蘇強文（香港））
讀賣巨人內野手，背號24號。
原辰德（聲：星野充昭（日本））
讀賣巨人內野手，背號8號。
中尾孝義（聲：櫻井敏治（日本））
讀賣巨人捕手，背號22號。
山倉和博（聲：鈴木清信（日本））
讀賣巨人捕手，背號15號。
有田修三（聲：秋元羊介（日本））
讀賣巨人捕手，背號9號。
藤田元司（聲：稻葉實（日本）、盧國權（香港））
讀賣巨人教練，背號73號。
關根潤三
養樂多燕子教練，背號73號。
長島一茂
養樂多燕子打者，背號3號。
星野仙一（聲：大塚明夫（日本））
中日龍教練，背號77號。
落合博滿（聲：澤木郁也（日本））
中日龍打者，背號6號。
山本浩二（聲：澤木郁也（日本））
廣島東洋鯉魚教練，背號88號。
村山實
阪神虎教練。
通天閣虎夫（聲：太田淑子（日本）、區瑞華（香港））
阪神虎的小學生選手，背號007號。
安迪（聲：佐久間玲（日本）、雷碧娜（香港））
廣島東洋鯉魚（漫畫版中為中日龍）的小學生選手，11歲，背號101號。
播報員（聲：作間功（日本））
球賽實況播報員。
藤谷學
漫畫版原創角色。轉入童夢所就讀學校的轉學生，後加入巨人隊，數年後跳槽大洋鯨。

## 對手則有
- 1. 樂俠 ( 破了第一招魔球的人，中日隊 )
- 2. 虎雄 ( 電腦天才少年，阪神隊／電腦打法／白底黑直條紋球衣 )
- 3. 比露迪 ( 童夢的女朋友，廣島隊／音樂打法 )
- 4. 多多 ( 本為相撲手，破了“破風真空魔球” )
- 5. 卡樂思 ( 曾敗給童夢的父親，破了第三和第四魔球 )

## 招式魔球
- 童夢幻影球
- 彩虹閃耀魔球
- 超級彩虹閃耀魔球
- 破風真空魔球
- 高旋轉黑洞魔球

## 劇場版
被敵方破了『高旋轉黑洞魔球』後，記者採訪時解釋，童夢由於多次使用此球法後，體力開始大減影響了球的威力......童夢被打擊後離開球隊一段時間後，
因此就在深山練成『海市唇樓魔球』。

## 動畫工作人員
- 原作：石之森章太郎
- 連載：《1年之學習》～《6年之學習》（皆由學習研究社發行）
- 企画：務台猛雄（日本電視台）、島村一夫（讀賣廣告社）、倉田幸雄（學習研究社）
- 製作人：武井英彥（日本電視台）、木村京太郎（讀賣廣告社）、金子泰生（學習研究社）
- 助理製作人：福與雅子（日本電視台）、三俣晴一郎（學習研究社）、木村健吾（STUDIO GALLOP）
- 導演：渡部高志
- 人物設計、總作畫監督：辻初樹
- 系列構成：山崎晴哉
- 美術監督：小林七郎
- 攝影監督：枝光弘明
- 錄音監督：加藤敏
- 音樂：近藤浩章
- 錄音製作：東北新社
- 動畫製作：STUDIO GALLOP
- 製作協力：讀賣巨人、中日龍、廣島東洋鯉魚、大洋鯨、養樂多燕子、阪神虎、後樂園球場、江川企畫、日本電視映像
- 企畫製作：日本電視台
- 製作：讀賣廣告社、學習研究社